# Flomochori
Flomochori  este un oraș în Grecia în Prefectura Laconia.